# Meißenheim
Meißenheim ist eine Gemeinde in Baden-Württemberg und gehört zum Ortenaukreis.

## Geographie

### Lage
Meißenheim liegt in der Oberrheinischen Tiefebene direkt am Rhein und damit an der deutsch-französischen Grenze, etwa 13 km von Lahr entfernt.

### Nachbargemeinden
Die Gemeinde grenzt im Norden an Neuried, im Osten an Friesenheim und die Stadt Lahr, im Süden an Schwanau und im Westen an die elsässische Gemeinde Gerstheim.

### Gemeindegliederung
Zur Gemeinde Meißenheim mit der ehemals selbstständigen Gemeinde Kürzell gehören die beiden gleichnamigen Dörfer. Im Gemeindeteil Kürzell liegen die abgegangenen Ortschaften Hoschweier, Kenle, Merzweier, Mietershofen und Vastolfsweier. Im Gemeindeteil Meißenheim liegen die abgegangenen Ortschaften Äußerer und Innerer Hilbertshof, auf die heute ein Flurname hindeutet.

## Geschichte
Die ersten Spuren menschlicher Siedlung gehen in Meißenheim bis in die Jungsteinzeit zurück. Neolithische Funde lassen auf die Bandkeramiker als erste Bauern von Meißenheim schließen. Bei Bauarbeiten wurden auch Gräber der Alemannen und Merowinger gefunden.
Der Ortsname bedeutet vermutlich "Heim des Remigius" (Missenheim), der als Kirchenpatron verehrt wurde.
Im Jahre 1267 wurde Meißenheim erstmals in einem Schenkungsbrief von Walter I. von Geroldseck urkundlich erwähnt. Zunächst gehörte der Ort als Lehen des Bistums Straßburg den Herren von Geroldseck, um dann im 14. Jahrhundert an die Herren von Hattstadt überzugehen. 1464 kaufte der Straßburger Bürger Bernhard Wurmser das Dorf. Es blieb bis 1805 im Besitz seiner Familie und kam dann im Rahmen der Mediatisierung aufgrund des Reichsdeputationshauptschlusses an das Großherzogtum Baden.
Am Ende des Zweiten Weltkrieges gab es Gebäudeschäden im Dorf durch Artilleriebeschuss und die Kirche wurde von Granaten getroffen.
Meißenheim gehörte ab 1939 zum Landkreis Lahr, mit dem es 1973 im neuen Ortenaukreis aufging. Am 1. Januar 1972 wurde die Gemeinde Kürzell nach Meißenheim eingemeindet.
Kürzell war eine klösterliche Gründung und wurde 1136 erstmals als Kirechcella (1139 Cella, 1367 Kirzel) erwähnt. Das Kloster Schuttern besaß die Grundherrschaft. Seit Mitte des 13. Jahrhunderts im Besitz der Geroldsecker, ging es 1426 an die Grafen von Moers-Saarwerden, die es hälftig an Baden verpfändeten. Seit 1629 ganz bei der Markgrafschaft Baden-Baden, Herrschaft Mahlberg. Ab 1813 gehörte der Ort zum Bezirksamt Lahr, ab 1939 zum Landkreis Lahr.

### Demographie
Einwohnerzahlen nach dem jeweiligen Gebietsstand.
| Jahr | Einwohnerzahl |
| ---- | ------------- |
| 1961 | 1.835         |
| 1970 | 1.945         |
| 2022 | 4.066         |

## Politik

### Verwaltungsgemeinschaft
Die Gemeinde Meißenheim bildet mit der Gemeinde Schwanau eine Vereinbarte Verwaltungsgemeinschaft.

### Gemeinderat

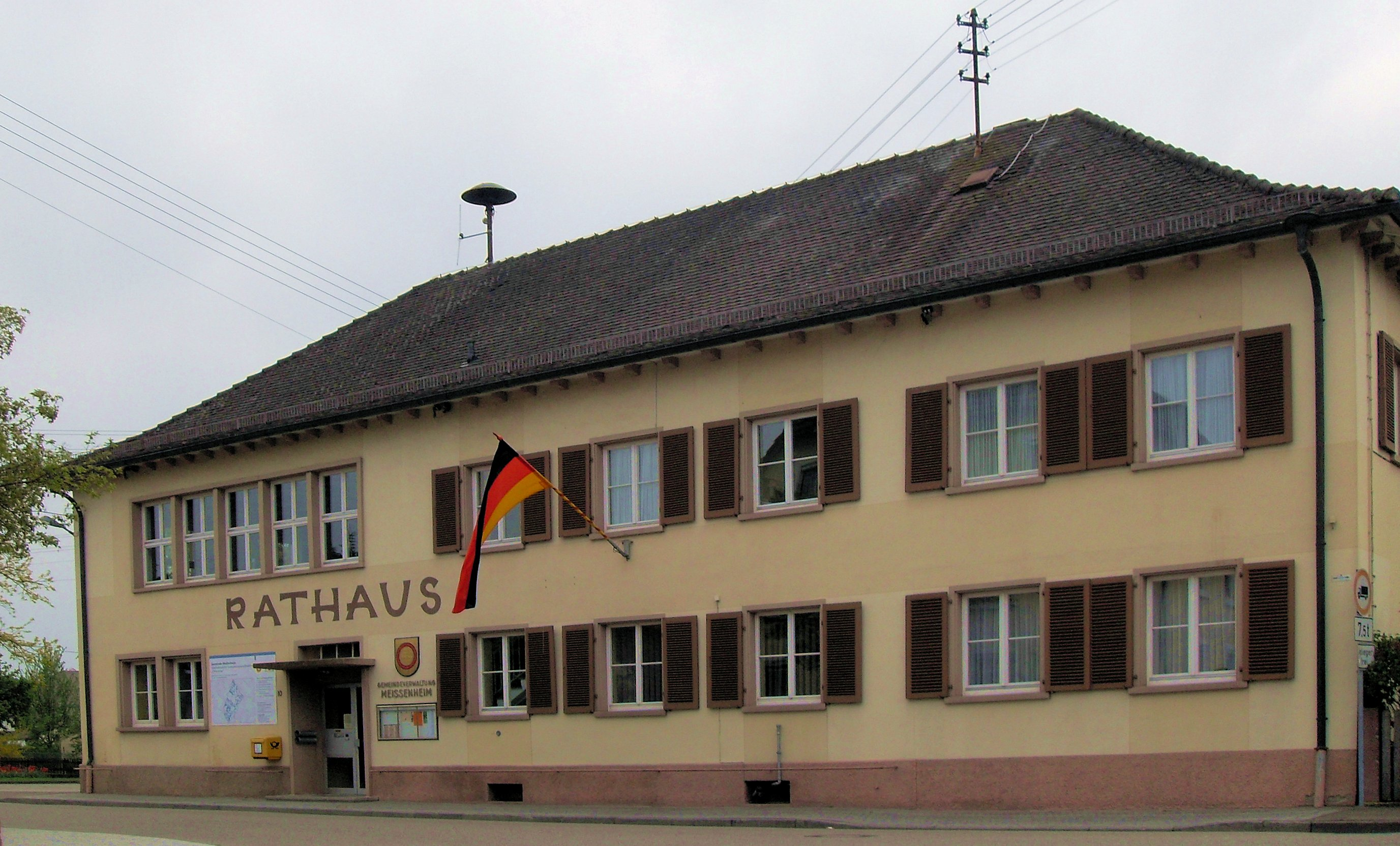
Altes Rathaus Meißenheim

Die Kommunalwahl am 9. Juni 2024 brachte bei einer Wahlbeteiligung von 65,98 % folgendes Ergebnis:
| Insgesamt 14 Sitze - Freie Liste: 5 - FW: 5 - P M+K (Pro Meissenheim u. Kürzell): 2 - AfD: 1 - Kommunale Wählergemeinschaft: 1 |

Für Kürzell besteht ein eigener Ortschaftsrat.

### Bürgermeister
Alexander Schröder wurde im September 2009 im zweiten Wahlgang zum Nachfolger von Gerlinde Kleis gewählt und setzte sich im September 2017 mit 89,9 % der Stimmen gegen Gerhard Bidermann durch.

### Wappen
Blasonierung: „In Gold ein roter Ring.“ Es handelt sich dabei um einen Wendelring; das Wappen bildet wahrscheinlich das alte Dorfzeichen ab.

## Kultur und Sehenswürdigkeiten

### Musik
- Kirchenchor, Posaunenchor, Musikverein, Männergesangsverein, Jagdhornbläser, Fanfarenzug, Zitherensemble Zith-A5

### Bauwerke

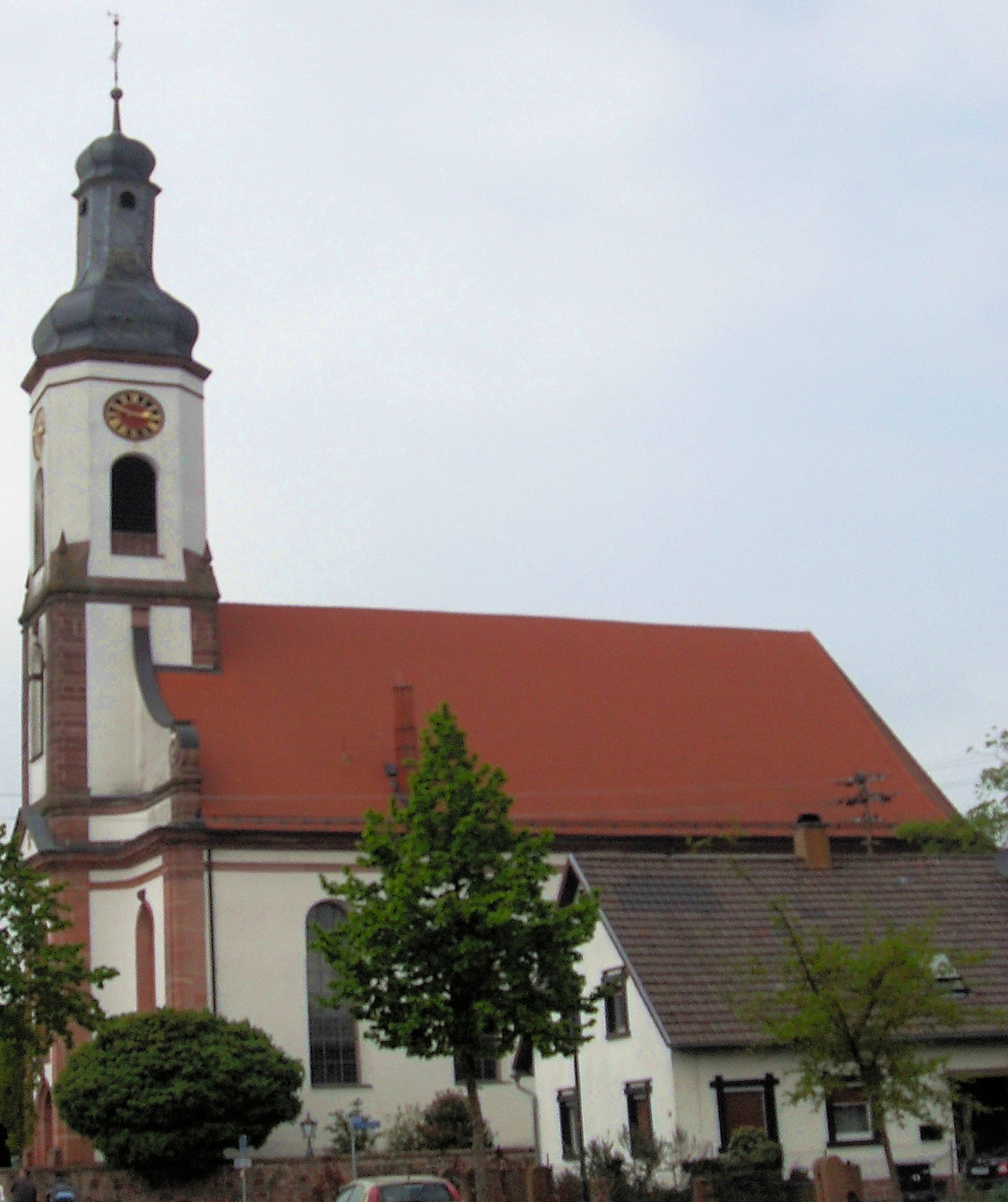
Evangelische Kirche Meißenheim

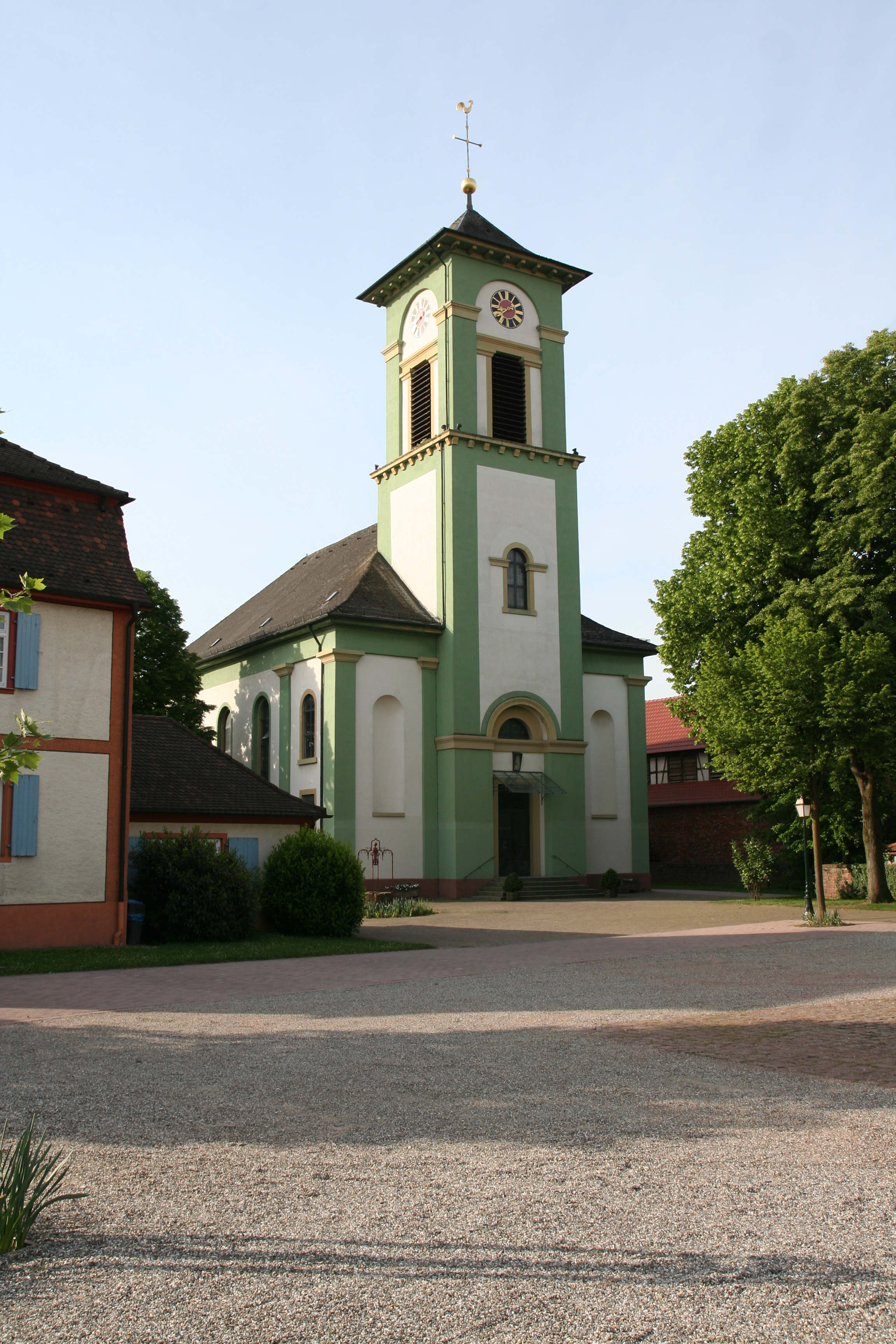
Kirche St. Laurentius in Kürzell, Architekt: Hans Voß

- Evangelische Kirche Meißenheim, barocke Kirche von 1766 mit Silbermann-Orgel. Der Altarraum der Kirche wurde 2003 von Christoph Manuel Beysser und Markus Artur Fuchs neu ausgestattet.[8]
- Kürzell besitzt mit St. Laurentius eine Kirche im klassizistischen Stil. Erbaut 1829 bis 1830 von Hans Voß besitzt die Kirche dank durchaus reicher Detailarbeit und einem niedrigen Turmdach eine barocke Ausstrahlung – dieser Aspekt macht sie zu einer ungewöhnlichen Kirche im eigentlich für eine kraftvolle, monumentale Wirkung bekannten Weinbrenner-Stil. Die Kirche wurde bis 1962 gemeinsam von der evangelischen und katholischen Kirche als Simultankirche genutzt.
- Rathaus Meißenheim, im Volksmund „Ufo“ genannt, beherbergt die Gemeindeverwaltung. Im Rathaus wurden bereits Szenen für eine Folge des Tatorts gedreht.[9]

### Parks
Meißenheim:
- Riedhof mit Christophorus-Kapelle, Kreuzweg, Oster- und Weihnachtskuppel, Teich und Biotop.
- Mühlbachpromenade mit Ruhepavillons, Aussichtspunkten und Biotop.
- Baggersee mit Sandstrand und Schollenhütte mit Grillmöglichkeit

### Religionen
Obwohl Straßburger Lehen, wurde von der Familie Wurmser in Meißenheim die Reformation eingeführt. Ab 1556 lassen sich evangelische Gottesdienste in Meißenheim nachweisen. Auch heute noch ist der Ort überwiegend evangelisch geprägt. Neben den beiden evangelischen Kirchen (für jeden Ortsteil eine) gibt es in Kürzell auch eine römisch-katholische und im Hauptort bis 2019 eine neuapostolische Gemeinde.

## Wirtschaft und Infrastruktur

### Verkehr
Meißenheim war bis 1959 durch die Mittelbadische Eisenbahn (Kehl–Seelbach (Schutter)) an das Schienennetz angebunden.
Die Landesstraßen 75, 104 und 118 durchqueren die Gemarkung Meißenheims.
Durch eine Alltagsroute aus dem Radnetz Baden-Württemberg entlang der Landesstraße 75 ist der Ortsteil Kürzell über Neuried (Ichenheim, Dundenheim und Altenheim) mit Kehl und in der anderen Richtung mit Lahr verbunden. Die Route nach Lahr führt auch an Allmannsweier vorbei. 
Meißenheim liegt an der rechtsrheinischen Variante Teil des Rheinradwegs, der von der Quelle des Rheins am Oberalppass im Schweizer Kanton Graubünden bis zur Mündung bei Rotterdam führt. Er verläuft von Rheinhausen im Breisgau kommend am Rhein entlang und dann in einer Schleife direkt durch Meißenheim, um das Kieswerk zu umgehen. Weiter verläuft er ab Ichenheim bis Kehl wieder dicht am Rhein entlang. Er ist als Eurovelo-Route 15 (Rheinradweg) und als D-Route 8 (Rhein-Route) ausgewiesen.

### Bildung
Mit der Friederike-Brion-Schule besteht in Meißenheim eine Grundschule. Im Ortsteil Kürzell gibt es zudem eine Schule für lernbehinderte Kinder. In beiden Ortsteilen gibt es je einen evangelischen Kindergarten, in Kürzell auch einen in Trägerschaft der römisch-katholischen Kirchengemeinde.

## Persönlichkeiten

### Söhne und Töchter der Gemeinde

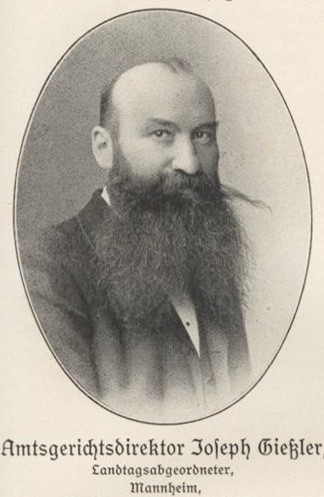
Franz Joseph Gießler (1908)

- Franz Joseph Gießler (1854–1923), geboren in Kürzell, Landgerichtsdirektor und badischer Landtagsabgeordneter (Zentrum)
- Ferdinand Kopf (1857–1943), geboren in Kürzell, Rechtsanwalt, Landtagsabgeordneter
- Karl Fischer (1871–1931), Politiker (DNVP), Landtags- und Reichstagsabgeordneter
- Karl Hoppe (1898–1963), Politiker (SPD, KP), Mitglied des Saarländischen Landtags
- Jörg Erb (1899–1975), geboren in Kürzell, Religionspädagoge und Fachautor
- Gerhard Krapf (1924–2008), deutsch-amerikanischer Organist, Komponist und Musikpädagoge
- Werner Schwärzel (* 1948), Motorradrennfahrer, Weltmeister in der Seitenwagenklasse 1982.
- Jürgen Brandstaeter (* 1962), Handballspieler
- Ewald Meier, Bundestrainer im Fahrsport

### Ehrenbürger
- Oskar Bohnert (2003)
- Herbert Reith (2003)
- Hans Spengler (2023)[14]
- Günter Killius (2023)

### Weitere Persönlichkeiten, die mit der Gemeinde in Verbindung stehen
- Friederike Brion (1752–1813), die Jugendliebe Goethes, wurde in Meißenheim bestattet.